# Ngāi Tahu
Ngāi Tahu o Kāi Tahu es la principal iwi (tribu) maorí de la región meridional de Nueva Zelanda, con la autoridad tribal, Te Rūnanga o Ngāi Tahu, teniendo sede en Christchurch. El iwi combina tres whānui, Kāi Tahu en sí misma, Waitaha y Kāti Mamoe que vivieron en la Isla Sur antes de la llegada de los Kāi Tāhu. Los cinco primeros hapū de las tres whānui combinadas son Kāti Kurī, Ngāti Irakehu, Kāti Huirapa, Ngāi Tūāhuriri y Ngāi Te Ruakihikihi.
Algunos se consideran descendientes directos de uno o ambos whānui, Waitaha y Kāti Mamoe (a veces en unión con Kāi Tahu). Sin embargo, otros argumentan que debido al conflicto y los matrimonios entre esos grupos, se habrían incorporado a los Kāi Tahu, y actualmente no formaría ningún grupo aparte. 
El takiwā(área tribal) del iwi es la mayor del país, extendiéndose desde Kaikoura en el norte hasta la Isla Stewart en el sur, incluyendo la costa occidental, Tai Poutini. Te Rūnanga o Ngāi Tahu está constituido por 18 runanga/runaka representando áreas geográficas, generalmente basadas en los asentamientos tradicionales. 
Los Kāi Tahu son descendientes de Tahu Potiki, el hermano menor de Porourangi, padre de la tribu de la costa oriental de los Ngati Porou.
De Ngai Tahu rastrear su identidad tribal de nuevo a Paikea, que vivió en el país de origen polinesio de Hawaiki. Para escapar de ser asesinado en el mar por su hermano, llegó a Nueva Zelanda en el lomo de una ballena. De Ngai Tahu comparta este antepasado con la gente Ngāti Porou. Uno de los descendientes de PAIKEA era Tahupōtiki, de quien de Ngai Tahu toman su nombre. Él vivió en la costa este de la Isla Norte.
El sur movimiento
Desde la costa este, de Ngai Tahu emigraron al sur, primero en Wellington, luego a través del Estrecho de Cook hacia la Isla del Sur. Esto fue conocido como Te Wai Pounamu, las aguas de piedra verde -el nombre de la piedra preciosa y valiosa que se encuentra en la costa oeste. Como de Ngai Tahu bajó la isla lucharon varias batallas con dos tribus que ya viven allí: Ngāti mamoe y Waitaha. A finales del siglo XVIII de Ngai Tahu había alcanzado Foveaux estrecho en la parte inferior de la Isla Sur, y ocuparon la Costa Oeste.
La tierra
No fue sólo a través de la guerra que de Ngai Tahu llegó a ocupar gran parte de la Isla Sur. También mezclan con Ngāti mamoe y Waitaha través de matrimonios con las familias de los jefes. Ellos estudiaron y adoptaron las tradiciones y la historia de Waitaha, cuyos Rākaihautū antepasado se dice que ha excavado en los lagos y montañas de la Isla del Sur con su palo de cavar. Waitaha cree que los puntos de referencia que les rodean eran sus antepasados, y que los vientos estaban relacionados entre sí como miembros de una familia.

## Las guerras con Ngāti Toa
En los años 1820 y 1830 el poderoso jefe Te Rauparaha condujo la tribu Isla Norte Ngāti Toarangatira en ataques contra de Ngai Tahu. Armados con fusiles, que buscaban venganza por los insultos tribales y asesinatos. También querían tomar el control de la piedra verde valiosa en la región. De Ngai Tahu sufrió mucho. Ellos sobrevivieron durante tres meses, cuando Te Rauparaha rodeado su PA en Kaiapoi, pero cuando los fuertes vientos causaron un incendio, el enemigo se precipitaron y mataron a la gente. Sin embargo, de Ngai Tahu no perdió su territorio. En una ocasión de Ngai Tahu a sí mismo casi capturado Te Rauparaha en un ataque sorpresa desde detrás de una colina en Kapara -te- hau (Lake Grassmere).

## La reclamación de Ngai Tahu
De Ngai Tahu vendió la mayor parte de sus tierras a la Corona británica entre 1844 y 1863. La Corona había prometido dejar algo de la tierra y de los lugares de recolección de alimentos en manos de la tribu, y proporcionar a las escuelas y hospitales. Pero el gobierno no cumplió estas promesas, y desde hace 150 años, de Ngai Tahu perseguido una reclamación de indemnización. Su demanda se resolvió finalmente en la década de 1990. Entre otras cosas, volvió a la montaña sagrada de Aoraki / Mt Cook a la tribu y reconoció la propiedad de pounamu (piedra verde).
En el censo de 2006, casi 50.000 personas dijeron que eran de ascendencia de Ngai Tahu.